# Nocloa beata
Nocloa beata är en fjärilsart som beskrevs av Dyar 1918. Nocloa beata ingår i släktet Nocloa och familjen nattflyn. Inga underarter finns listade i Catalogue of Life.